# Leonard Lamensdorf
Leonard „Len“ Russell Lamensdorf (* 22. Juni 1930 in Chicago, Illinois, Vereinigte Staaten; † 29. Juli 2024 in Camarillo, Kalifornien, Vereinigte Staaten) war ein US-amerikanischer Schriftsteller. Er schrieb vor allem historische Romane und Jugendbücher.

## Leben und Wirken
Leonard Lamensdorf wurde 1930 in Chicago als Sohn von Maurice und Gertrude Lamensdorf geboren. 1948 legte er an der University of Chicago den Bachelor of Arts ab und arbeitete danach bis 1952 als Chef vom Dienst für die Law Review der University of Chicago. 1952 erlangte er an der Harvard University den Juris Doctor; bis 1953 war er wissenschaftlicher Mitarbeiter am American Law Institute. Danach arbeitete er als Anwalt und in der Immobilienbranche. 1977 erhielt er seine Zulassung als Anwalt im Bundesstaat Kalifornien.
1968 erschien sein erstes Buch Kane’s world. A Novel, das auch ins Deutsche übersetzt wurde. Zum Film Cornbread, Earl and Me, der 1975 von Joseph Manduke verfilmt wurde, schrieb er das Drehbuch und war als Executive Producer tätig. Mehrere seiner Bücher erhielten Auszeichnungen.
Ende der 1990er Jahre gründete er in Santa Barbara, Kalifornien, den Verlag „SeaScape Press“, der jetzt seinen Sitz in Westlake Village hat.
Leonard Lamensdorf war seit 1997 in dritter Ehe verheiratet, aus der ersten Ehe hat er einen Sohn. Er lebte in Westlake Village.

## Auszeichnungen
- 2000: „Benjamin Franklin Award“ in Gold in der Kategorie „Young Adult Fiction“ für The Crouching Dragon
- 2001: „Benjamin Franklin Award“ in Silber für Gina, the Countess, and Chagall
- 2001: „Book of the Year Award“ des Foreword Magazine für Gina, the Countess, and Chagall
- 2001: „Independent Publishers Award“ in der Kategorie „Romance“ für Gino, the Countess, and Chagall[4]
- 2003: „Children’s Choice Award“ der „Children’s Book Council and International Reading Association“ für The Raging Dragon
- 2003: „Independent Publisher Book Award“ in der Kategorie „Juvenile/Young Adult Fiction“ für The Raging Dragon[5]

## Werke
- Kane’s World. A Novel. Simon and Schuster, New York 1968, OCLC 1007787634.

Deutsch: Die Welt des Norman Kane. Aus dem Amerikanischen von Emi Ehm. Molden, Wien/München/Zürich 1969, DNB 457339063.
- In the Blood. Dell, New York 1974, OCLC 1017139753.
- Combined Continuity on Hit the Open Man. Vorlage zum Film Cornbread, Earl and Me. 1975, OCLC 33057293.
- Gino, the Countess, and Chagall. Seascape, Santa Barbara 2000, ISBN 978-0-9669741-6-4.
- The Ballad of Billy Lee. The Story of George Washington’s Favorite Slave. Seascape, Santa Barbara 2000, ISBN 978-0-9669741-2-6.
- Will to Conquer. Trilogie. Seascape, Santa Barbara.

1. Teil: The Crouching dragon. 1999, ISBN 978-0-9669741-5-7.
2. Teil: The Raging Dragon. 2001, ISBN 978-0-9669741-7-1.
3. Teil: The Flying Dragon. 2003, ISBN 978-0-9669741-1-9.
- The Mexican Gardener. Seascape, Westlake Village 2013, ISBN 978-0-9669741-8-8.
- The Murdered Messiah. A historical novel. Seascape, Westlake Village 2014, ISBN 978-0-9852381-0-0.